# Aeroportul Stevens Village
Aeroportul Stevens Village (IATA: SVS, FAA LID: SVS) este un aeroport din Alaska, Statele Unite ale Americii ce deservește zona Stevens Village⁠(d). Aeroportul a fost tranzitat în 2019 de 836 de pasageri. A fost numit după zona deservită.
Situat la o altitudine de 100 m, aeroportul dispune de 1 pistă.

## Infrastructură

### Piste
Aeroportul dispune de o singură pistă. Pista 05/23 are dimensiunile 4.000 picioare × 75 picioare. 